# 中手骨

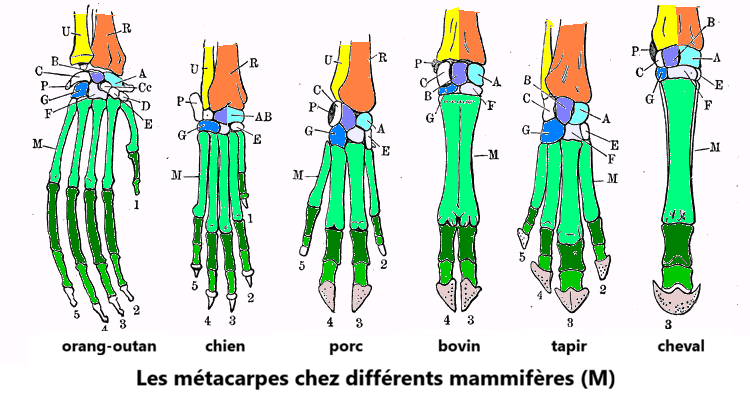
哺乳類の中手骨。Mで示された明るい緑色の部位で、左よりオランウータン、イヌ、ヤギ、ブタ、バク、ウマ

中手骨（ちゅうしゅこつ、英名：metacarpal bone(s)、羅名：os metacarpi, os metacarpale、羅名pl.：ossa metacarpi, ossa metacarpalia）とは、四肢動物の前肢を構成する長骨のひとつである。掌骨（しょうこつ）とも呼ばれる。生物の分類によって中手骨の数は異なる。手根骨の先に位置し、ヒトにおいては掌の基礎となる。

## ヒト以外の中手骨
ウマにおいては、第1、第5中手骨は存在しない。第2 - 第4中手骨のみが存在するが、第2、第4中手骨は退化して極端に小さく、小中手骨、副管骨 splint bone(s) とも呼ばれる。第3中手骨は大中手骨、管骨 cannon bone と呼ばれ、発達している。
ウマと同じ奇蹄目においては、バクでは第1中手骨が存在せず、サイでは第1、第5中手骨が存在しない。 
ウシなどの偶蹄目では第1、第2、第5中手骨は退化し、第3、第4中手骨が発達している。 

## ヒトの中手骨
ヒトの中手骨は、左右の手根骨の遠位に5本ずつ存在する細長い管状骨で、指節骨より長く、橈側から尺側へ向けて第1 - 第5指と対応して、第1中手骨（母指中手骨）、第2中手骨（示指中手骨）、第3中手骨（中指中手骨）、第4中手骨（環指中手骨）、第5中手骨（小指中手骨）（英名：metacarpal bone I - V, first metacarpal bone - fifth metacarpal bone、羅名：os metacarpi I - V, os metacarpi primum - os metacarpi quintum）と呼ばれる。
第1中手骨が最も短く、最も太い。第2中手骨が最も長く、第3、第4、第5中手骨の順で短くなる。中手骨は中手骨頭（遠位端）・中手骨底（近位端）・中手骨体（骨幹部）の3つの部分に分けられる。
中手骨頭は大きな球状で、指節骨を構成する基節骨底と関節する。第3中手骨底の背面外側には小さい茎状突起がある。
中手骨底は中手骨の近位端で太く、手根骨と関節する。関節面の形は5本の中手骨で異なり、第1中手骨は鞍状に突起し、第2中手骨では中央部がへこみ、第3、第4中手骨では平面的、第5中手骨では不完全な鞍状になっている。
中手骨体は掌側面が浅くくぼむように緩く湾曲し、中手骨頭、中手骨底より細く、隣り合う中手骨との間に中手骨間隙 interosseous metacarpal spaces, spatia interossea metacarpi がある。中手骨間隙には背側骨間筋、掌側骨間筋が配置される。中手骨体の背側面は遠位部では扁平であり、掌側面の中央では縦に長く隆起するため、この断面はほぼ三角形を成す。

### 中手骨と関節する骨
- 手根骨
  - 第1中手骨底と大菱形骨は2軸性の鞍関節である母指手根中手関節で関節する。
  - 第2 - 第5中手骨底と遠位手根骨は半関節状の複関節である手根中手関節で関節する。
- 基節骨
  - 中手骨頭と基節骨底とは中手指節関節（MP関節、MCP関節ともいう）で関節する。

### 中手骨から起始する筋肉
| - 掌側骨間筋 | - 背側骨間筋 | - 母指内転筋 |

### 中手骨に停止する筋肉
| - 長橈側手根伸筋 - 長母指外転筋 | - 短橈側手根伸筋 - 母指対立筋 | - 橈側手根屈筋 - 小指対立筋 | - 尺側手根伸筋 | - 尺側手根屈筋 |